# گلنار ثروتیان
گلنار ثروتیان (زادهٔ ۱۳۵۶ در تبریز) تصویرگر ایرانی است. او در در جشنوارهٔ دوسالانهٔ کارتون و تصویرسازی چین موفق به کسب جایزهٔ منتخب هیئت داوران شد.
همچنین، در جشنوارهٔ برلین ۲۰۱۶ موفق به کسب دیپلم افتخار و جایزهٔ منتخب مردمی شد.
گلنار ثروتیان جزو سه تصویرگر ایرانی بود که آثارشان همراه با آثار هنرمندان دیگری از فرانسه، ایتالیا، مکزیک و ایالات متحدهٔ آمریکا در شانزدهمین نمایشگاه تصویرگری «تتریو» (Teatrio) ایتالیا به نمایش درآمد.

## جایزه‌ها و داوری
- رتبهٔ اول تصویرگری در ششمین جشنوارهٔ هنرهای تجسمی ـ استان کردستان
- رتبهٔ قابل تقدیر تصویرگری در هشتمین جشنوارهٔ هنرهای تجسمی ـ استان فارس
- رتبهٔ قابل تقدیر پوستر در نهمین جشنوارهٔ هنرهای تجسمی اثر برگزیدهٔ و دیپلم افتخار اولین و دومین جشنوارهٔ بین‌المللی تصویرگری کتاب‌های درسی
- اثر منتخب هیئت داوران در دوسالانهٔ بین‌المللی مسترکاپ چین ۲۰۰۷
- اثر برگزیدهٔ در مسابقهٔ بین‌المللی کاریکاتور ترکیه با موضوع تعامل فرهنگی ۲۰۰۷
- پذیرش سه اثر در نمایشگاه بین‌المللی تصویرگری بلگراد و چاپ در کاتالوگ ۲۰۰۷
- پذیرش ۶ اثر در دوسالانهٔ بین‌المللی تتریو ایتالیا و جزو ۲۴ تصویرگر منتخب سال ۲۰۱۰
- رتبهٔ اول کشور در رشتهٔ چاپ دستی در چهاردهمین و پانزدهمین جشنوارهٔ هنرهای تجسمی کرمان ۱۳۹۰ و همدان ۱۳۹۱
- اثر برگزیدهٔ نمایشگاه و کاتالوگ جشنوارهٔ بین‌المللی کارتون ورزشی فوسانو، ایتالیا ۲۰۱۱
- اثر برگزیدهٔ تصویرگری در جشنوارهٔ بین‌المللی پیامبر مهربانی ۱۳۹۴، تهران
- اثر برگزیدهٔ مردمی جشنوارهٔ بین‌المللی کارتون برلین ۲۰۱۶[۷]
- پذیرش اثر و راهیابی به نمایشگاه و کاتالوگ نهمین جشنوارهٔ بین‌المللی کارتون ترکیه ۲۰۱۶
- داور دومین جشنوارهٔ بین‌المللی نقاشی کودکان بیمار بوداپست، ۲۰۱۶
- داور بخش تصویرسازی جشنوارهٔ بین‌المللی «من هم هستم» تهران ۱۳۹۶
- داور تصویرگری «هیولای درون من»، ۱۳۹۵[۸]
- شرکت در نمایشگاه هنر راه ابریشم کشور ایتالیا ـ آنکونا ۲۰۱۷[۹][۱۰]

## آثار
- تألیف و تصویرگری کتاب گل‌پری، تهران: مشق هنر، ۱۳۹۱[۱۱]
- تألیف و تصویرگری مجموعهٔ هشت‌جلدی داستان‌های قرآن: فیل‌ها و پرستوها، هدهد، عنکبوت، مورچه، نهنگ، پروانه، بوزینه، گاو، مار، تهران: مشق هنر، ۱۳۹۱[۱۲][۱۳]
- تألیف کتاب عفریت و بازرگان، تهران: مشق هنر، ۱۳۹۱[۱۴]
- تألیف فصل سوم کتاب درسیِ طراحیِ نشانه، تصویرگری کتاب کودک و نظارتِ چاپ، برای پایهٔ یازدهم دورهٔ دوم متوسطه، شاخهٔ فنی و حرفه‌ای: گروه هنر، رشتهٔ فتو-گرافیک، تهران: سازمان پژوهش و برنامه‌ریزی آموزشی، چاپ اول، ۱۳۹۶ (چاپ دوم، ۱۳۹۷)، صص ۷۹–۱۴۰[۱۵]
- از مؤلفان کتاب درسیِ راهنمای هنرآموز؛ طراحیِ نشانه، تصویرگری کتاب کودک و نظارت بر چاپ، برای پایهٔ یازدهم دورهٔ دوم متوسطه، شاخهٔ فنی و حرفه‌ای: گروه هنر، رشتهٔ فتوگرافیک، تهران: سازمان پژوهش و برنامه‌ریزی آموزشی، چاپ اول، ۱۳۹۶[۱۶]
- تصویرگری کتاب گنجشک و پروانه، تهران: کانون پرورش فکری کودکان و نوجوانان
- تصویرگری کتاب تو مادر منی؟، تهران: کانون پرورش فکری کودکان و نوجوانان[۱۷]
- تصویرگری کتاب عروسی ـ عروسی، تهران: کانون پرورش فکری کودکان و نوجوانان
- تصویرگری «تقویم برای کودکان ایرانی مقیم خارج از کشور» (سه سال متوالی)، تهران: کانون پرورش فکری کودکان و نوجوانان
- تصویرگری کتاب ت مثل تغذیه، س مثل سلامتی، وزارت آموزش و پرورش، یونیسف
- تصویرگری کتاب با دعای باران، تهران، انتشارات مدرسه[۱۸]
- تصویرگری در مجموعه کتاب‌های درسی بخوانیم، بنویسیم دورهٔ راهنمایی و متوسطه پیش‌حرفه‌ای، تهران: انتشارات وزارت آموزش و پرورش
- تصویرگری در مجموعهٔ کتاب‌های درسی اجتماعی سوم، چهارم و پنجم دبستان، تهران: انتشارات وزارت آموزش و پرورش
- تصویرگری در مجموعهٔ کتاب‌های درسی قرآن اول و دوم دبستان، تهران: انتشارات وزارت آموزش و پرورش
- تصویرگری در کتاب درسی هدیه‌های آسمان دوم دبستان، تهران: انتشارات وزارت آموزش و پرورش
- تصویرگری کتاب نام من قرآن است، تهران: پیام آزادی
- تصویرگری کتاب تلاش ریاضی، تهران: انتشارات شریف
- تصویرگری کتاب دختر آفتاب، تهران: نشر وفاجو
- تصویرگری در کتاب‌های کمک‌آموزشی نشر گردوی دانش
- تصویرگری مجموعهٔ دوازده‌جلدی قصه‌های حنانه، تهران: به‌نشر
- تصویرگری سگ اصحاب کهف، تهران: مشق هنر[۱۹]
- تصویرگری در کتاب ۳۶۵ قصه، تهران: نشر سایه‌گستر
- تصویرگری کتاب هوش و استعداد، تهران: نشر با فرزندان[۲۰][۲۱][۲۲]
- روایت و تصویرگری کتاب ماهی کوچولوی سرگشته، تهران: شازده کوچولو، ۱۳۹۸[۲۳][۲۴]
- تصویرگری کتابِ My First Muslim Potty Book، نوشتهٔ Yousfa Janjua، ایالات متحدهٔ آمریکا، پرولَنس پابلیشینگ، ۲۰۲۰[۲۵]